# Lucius Granius Castus
Lucius Granius Castus war ein im 2. Jahrhundert n. Chr. lebender römischer Politiker.
Durch ein Militärdiplom, das auf den 25. April 142 datiert ist, ist belegt, dass Castus 142 zusammen mit Tiberius Iunius Iulianus Suffektkonsul war. Sein Name ist auch in den Fasti Ostienses partiell erhalten. Er ist vermutlich mit einem Granius Castus identisch, der als Legatus unter Publius Stertinius Quartus, dem Statthalter der Provinz Asia im Jahr 126/127 diente.